# Thyasira ovoidea
Thyasira ovoidea är en musselart som beskrevs av Dall 1889. Thyasira ovoidea ingår i släktet Thyasira och familjen Thyasiridae. Inga underarter finns listade i Catalogue of Life.